# Anbang

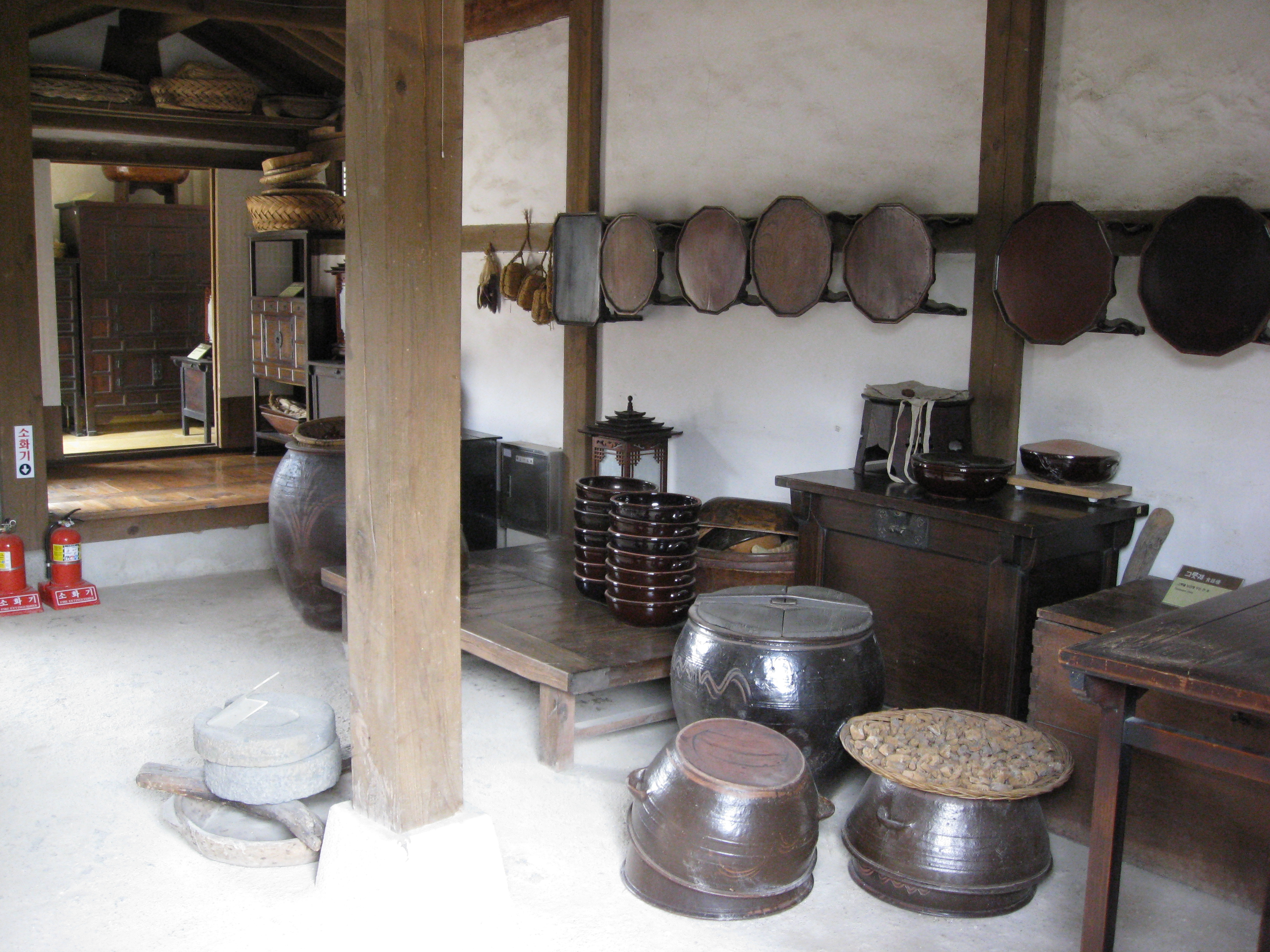
Anbang kết nối với nhà bếp.

Anbang (안방, 內房, Nội phòng) còn được biết đến với tên gọi Anchae 안채 là một căn phòng trong nhà truyền thống Triều Tiên (Hanok) Anbang kết nối với gian bếp, là không gian dành cho người nữ chủ gia đình.

## Đồ đạc và bài trí
Phụ nữ dưới thời Joseon (1392-1910) bị giới hạn nghiêm ngặt trong những quy tắc đạo đức và xã hội nhưng họ vẫn có được không gian của mình trong ngôi nhà.
Anbang là nơi họ nuôi dưỡng con cái, điều hành đời sống gia đình. Vậy nên đồ đạc trong không gian cho phụ nữ thường ấm áp, sang sủa và nữ tính. Đồ gỗ với đường vân đẹp mắt như gỗ du zelkova, gỗ thị thường được dùng nhiều để tạo không khí tự nhiên.
Sàn phòng được trải giấy bồi phủ dầu đậu (장판지마감), hoặc thảm lau sậy phủ trên sàn đất có hệ thống sưởi Ondol. Cũng có cửa dẫn lên gác mái phía trước gian bếp.
Một bên phòng hoặc nơi xa nhất so với thiết bị sưởi, đặt các tủ đồ. Các giá móc treo quần áo cũng được đặt ở góc phòng. Trong phòng cũng có thể có bàn và chỗ ngồi. Vào mùa đông có thể còn có lò than đặt giữa phòng. Các bình phong có thể được đặt ở quanh đệm hoặc bên cửa sổ để ngăn cái lạnh, ngoài ra có thể có rèm cửa. Trong phòng còn có thể có lồng đèn xách tay để dùng vào ban đêm.
Tường được dán giấy, Các gia đình thượng lưu có một loại giấy dán tường đặc biệt. Trần nhà cũng được phủ các lớp giấy gọi là 종이반자 nhưng cũng có trường hợp để lộ xà nhà. Lớp trần đầu tiên là giấy vụn, lớp thứ hai là giấy dày và lớp cuối là giấy màu.
Rương được mạ màu sừng bò, tủ trang trí bằng kính và tủ khảm xà cừ. Các đồ đạc khác trong Anbang như gương có đế đứng, hộp lược, bộ đồ khâu vá.
Vì ở Triều Tiên có 4 mùa nên phòng cũng có nhiều tủ chứa quần áo (Cheung-Jang) cho các mùa khác nhau.
Anbang được coi là nơi gần gũi và linh thiêng nhất trong căn nhà và là nơi xa nhất so với cổng chính. Người ngoài không được vào trong Anbang trừ khi được cho phép.
Vì là nơi ở của nữ chủ gia đình, nó là nơi lưu giữ các chìa khóa và đồ đạc quý của cả ngôi nhà. Khi dâu mới gia nhập ngôi nhà, người nữ chủ cũ thường dọn đến căn phòng khác và trao lại căn phòng cho nữ chủ mới.